# Idirmis Acea García
Idirmis Acea García (ur. 28 czerwca 1988) – kubańska zapaśniczka. Trzy razy stawała na podium mistrzostw panamerykańskich, m.in. zdobywając srebro w 2009 roku. Wywalczyła brąz na mistrzostwach Ameryki Środkowej i Karaibów w 2014 roku.